# Haisla (volk)

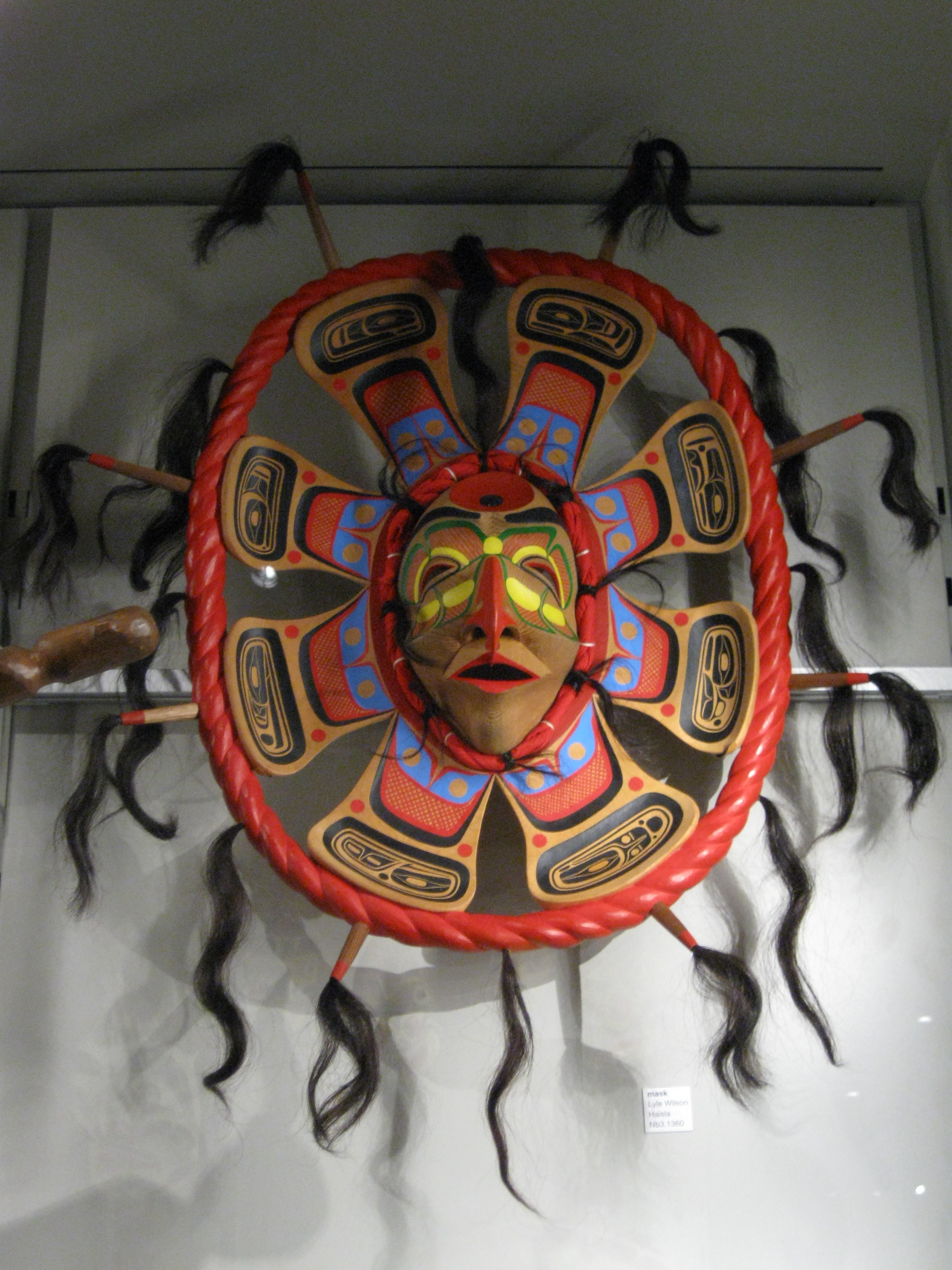
Een Haislamasker.

De Haisla (ook Xa’islak’ala, X̄a’islakʼala, X̌àʼislakʼala, X̣aʼislak’ala of Xai:sla genoemd) zijn een indiaans volk dat langs de kust van de Canadese provincie Brits-Columbia woont, tegenover de Haida Gwaii. De Haisla zijn sprekers van het Haisla, een Wakashtaal. Hun naam is afgeleid van het Haislawoord x̣àʼisla of x̣àʼisəla,, hetgeen betekent: (zij) die aan de riviermonding wonen. Samen met de naburige Heiltsuk en Oowekeeno werden de Haisla vroeger foutief de Noordelijke Kwakiutl genoemd. 
Oorspronkelijk bestonden de Haisla uit twee aparte groepen, de Kitamaat en de Kitlope. De Kitamaat noemden zichzelf Haisla en het endoniem van de Kitlope was Henaaksiala. In overeenstemming met de Tsimshian, met wie de Haisla nauwe relaties onderhielden, was hun sociale systeem gebaseerd op de matrilineaire clan. Hiermee onderscheidden zij zich van de andere Wakashvolken, bij wie de clans patrilineair georganiseerd waren. Voor de komst van Europeanen in hun woongebied telden zowel de Kitamaat als de Kitlope mogelijk zo'n 1000 leden. Door blanken meegebrachte ziekten waar de Haisla geen weerstand tegen hadden verminderden hun aantal, en na een griepepidemie in 1918 waren er minder dan 300 over. Rond 1930 nam de neergang af en in 1986 bedroeg het aantal van beide groepen bij elkaar 1100 mensen. Tien jaar later, in 1996, waren er 1364 Kitamaat.
Haisla is een noordelijke Wakashtaal, gesproken door enkele honderden mensen. Haisla is de noordelijkst gesproken Wakashtaal, en nauw verwant aan Kwakiutl en Heiltsuk-Oowekyala. Haisla bestaat uit twee dialecten, soms gedefinieerd als subtalen: Kitamaat  en Kitlope.